# Nombre de Rouse

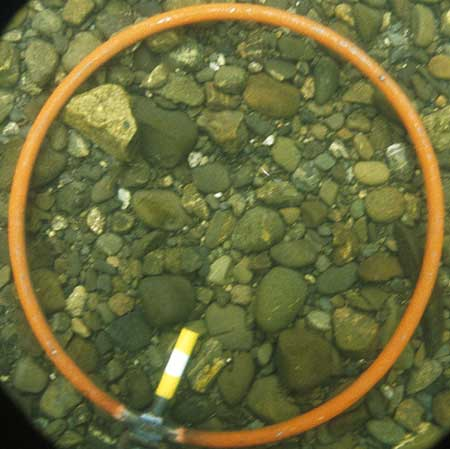
Sediments de càrrega de fons a l'aiguafons del Campbell Creek, Alaska

El nombre de Rouse ({\displaystyle P} o {\displaystyle Z}) és un nombre adimensional que s'utilitza en dinàmica de fluids per definir un perfil de concentració de sediments en suspensió i que també determina com es transportarà els sediments en un fluid que flueix. És una relació entre la velocitat límit del sediment {\displaystyle w_{s}} i la velocitat d'ascendència sobre els grans com a producte de la constant de von Kármán {\displaystyle \kappa } i la velocitat de fricció {\displaystyle u_{*}}:
{\displaystyle \mathrm {P} ={\frac {w_{s}}{\kappa u_{*}}}}
De vegades, el factor β s'inclou abans de la constant de von Kármán a l'equació, que és una constant que correlaciona la viscositat del remolí amb la difusivitat del remolí. Generalment es considera que és igual a 1 i, per tant, s'ignora en el càlcul real. Tanmateix, no s'hauria d'ignorar quan considerem l'equació completa.
{\displaystyle \mathrm {P} ={\frac {w_{s}}{\beta \kappa u_{*}}}}
El nombre rep el nom de l'estatunidenc Hunter Rouse.

## Ús
És un paràmetre d'escala característic del Perfil de Rouse de la concentració de sediments en suspensió en profunditat en un fluid que flueix. La concentració de sediments en suspensió amb profunditat és proporcional a l'augment del nombre negatiu de Rouse. També s'utilitza per determinar com es mouen les partícules en el fluid.
Els números de Rouse requerits per al transport com a càrrega flotant, en suspensió i de fons són:
| Mode de transport                   | Nombre de Rouse |
| ----------------------------------- | --------------- |
| Càrrega flotant                     | <0,8            |
| Càrrega en suspensió (100% suspesa) | 0,8 -1,2        |
| Càrrega en suspensió (50% suspesa)  | 1,2 - 2,5       |
| Càrrega de fons                     | >2,5            |